# Giuseppe de Nava

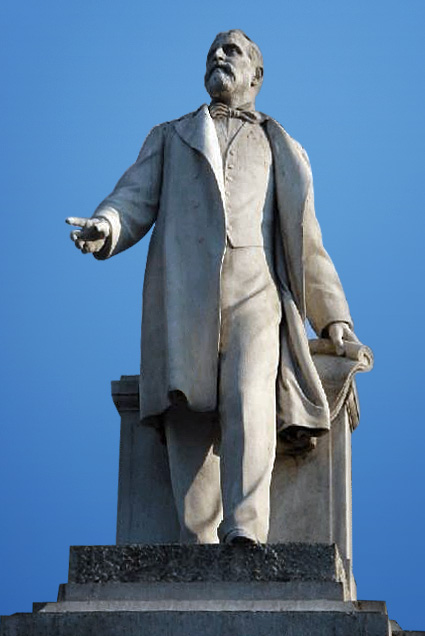
La statua del Monumento a De Nava nella omonima piazza di Reggio, opera di Francesco Jerace

Giuseppe de Nava (Reggio Calabria, 23 settembre 1858 – Roma, 27 febbraio 1924) è stato un politico italiano, appartenente alla nobile famiglia reggina dei De Nava.

## Biografia
Nato da Francesco ed Elisabetta D'Agostino, si laureò in giurisprudenza presso l'Università di Napoli nel 1878, e appena ventenne si dedicò agli studi economici intraprendendo poi la libera professione.
Nel 1893, dopo aver vinto il concorso, De Nava divenne referendario del Consiglio di Stato e partecipando così a numerose commissioni legislative. Fu infatti nel 1896 capo di gabinetto del ministro dei lavori pubblici Giulio Prinetti nel governo di Rudinì III. L'anno seguente si candidò per la coalizione liberale nel collegio di Bagnara e fu eletto alla Camera dei deputati, l'elezione venne annullata per incompatibilità con le funzioni svolte presso il Consiglio di Stato, ma dimessosi dall'incarico venne ricandidato alle suppletive e fu eletto. Si occupò principalmente della riforma dell'amministrazione statale oltre che dello sviluppo delle vie di comunicazione, tenendo ben presenti i problemi del mezzogiorno, e della sua provincia. Si dedicò inoltre al problema dell’alfabetizzazione, alla riforma dei catasti e alle bonifiche.
Alle successive elezioni De Nava fu nuovamente eletto con una gran numero di voti. Fu un esponente della destra liberale e convinto sostenitore dei governi Zanardelli-Giolitti, per cui venne nominato sottosegretario di Stato nel governo Sonnino. Importante è il suo disegno di legge presentato per i provvedimenti a favore della Calabria, come il suo particolare impegno nel risolvere i gravi problemi di Reggio Calabria e Messina dopo il terremoto del 1908.
Dal 1916 De Nava fu Ministro dell'industria, Commercio e Lavoro nel Governo Boselli. Risale a tale periodo “Lavori e studi da compiersi per la preparazione alla pace e al dopoguerra”, uno schema di pianificazioni a proposito di progetti politici ed economici da attuarsi al termine del conflitto mondiale. Fu in seguito ministro dei trasporti nel governo Orlando, ministro dei lavori pubblici e poi delle finanze nel governo Nitti, ministro del tesoro durante il governo Bonomi. Tra i politici più preparati e competenti, De Nava partecipò come rappresentante dell'esecutivo ai convegni internazionali e alla Conferenza di Pace di Parigi.
Alla vigilia dell'avvento del fascismo, nel 1922 fu incaricato dal re Vittorio Emanuele III di costituire un governo, ma decise di rinunciare all'incarico visti gli insanabili contrasti che vi erano tra i partiti. Così per la XXVII legislatura nel 1924 accettò di fare parte della Lista Nazionale (contrassegnata dal fascio littorio).
Giuseppe de Nava morì a Roma il 27 febbraio del 1924. Nel suo testamento donò la villa di famiglia al Comune di Reggio Calabria, assieme alla raccolta libraria e documentaria, destinandone l'uso a biblioteca che unita alla Comunale (già "Ferdinandiana", istituita nel 1818) divenne l'odierna Biblioteca comunale "Pietro de Nava", intitolata alla memoria del fratello.

## I De Nava di Reggio
Sui De Nava di Reggio, cavalieri castigliani originari della Germania, si sa che l'antenato Guttierro de Nava (o Nava) ebbe in dono dal re Alfonso il Magnanimo il castello di Scilla per i servigi resi in Sicilia. Il feudo mantenuto dai discendenti fino al 1532 fu poi ceduto ai Ruffo di Calabria conti di Sinopoli.